# Shieli

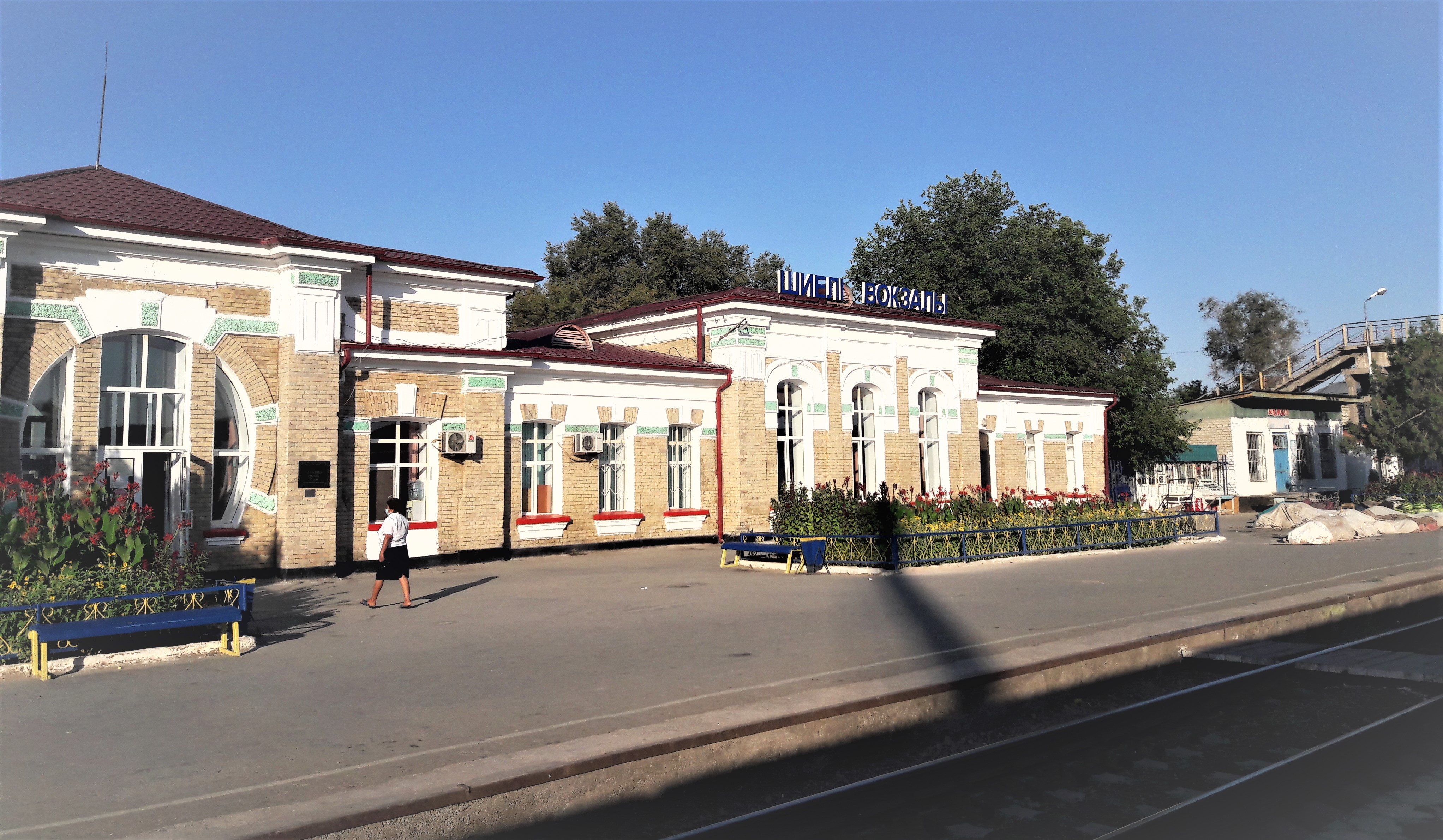

Shieli ou Chieli (en kazakh : Шиелі ; en russe : Шиели) est une ville de l'oblys de Kyzylorda, au Kazakhstan. C'est le chef-lieu du District de Chieli.
En 2008 est ouvert le jardin d'enfant Aynalayyn, la société Kazatomprom finance les équipements permettant l'accueil de 280 enfants. En 2015, la société Kazatomprom annonce un investissement de 10 millions de Tenge (31 000 dollars) pour ce jardin d'enfants.
En 2012, une journaliste kazakhe visite le centre de réhabilitation de l'enfance de Shieli, où 50 enfants sont soignés en raison de symptômes d'infirmité motrice cérébrale. 5 enfants ont pu être scolarisés grâce à ce centre.
En 2013, la ville est reliée au réseau de gaz naturel par la société nationale kazakh KazTransGas.